# Sistema de Identificação Automática de Veículos
Sistema de Identificação Automática de Veículos (conhecido também como SIAV ou SINIAV) é o sistema adotado no Brasil para a identificação dos automóveis por radiofrequência.
Esse sistema utiliza tecnologia de radiofrequência, frequentemente conhecida como RFID, para armazenar dados do veículo numa etiqueta, bem como uma antena e um sistema capaz de ler e confirmar os dados recebidos. Além das etiquetas passivas que respondem ao sinal fornecido pela base do transmissor, o design do sistema reconhece etiquetas semi-passivas e etiquetas activas com baterias que podem emitir os seus próprios sinais. Os produtores dos veículos podem utilizar qualquer uma das tecnologias disponíveis desde que aderirem às normas do governo.
Os objetivos do sistema são:
- Monitorização do ciclo de vida do veículo;
- Inspecção urbana e rodoviária;
- Gestão do tráfego;
- Recuperação de veículos;
- Gestão de métodos de pagamento e seguro dos automóveis; e
- Gestão do transporte de carga e logística.